# Quirinus
Quirinus a fost un zeu roman războinic.
A fost preluat din mitologia sabină, identificat ulterior fie cu Marte (a cărui dublură a fost inițial), fie cu Ianus, iar după moartea lui Romulus, supranume acordat acestui rege legendar. Mai târziu a fost inclus în marea triadă supremă romană (alături de Jupiter și Marte). La origine, quirinus a însemnat „mânuitor de lance”, deși romanii arhaici îl adoraseră ca geniu al vegetației de primăvară. După ce este suprapus cultural lui Romulus, i se consacră sărbătorile anuale Quirinalia.